# Friedrich Günther (Schwarzburg-Rudolstadt)

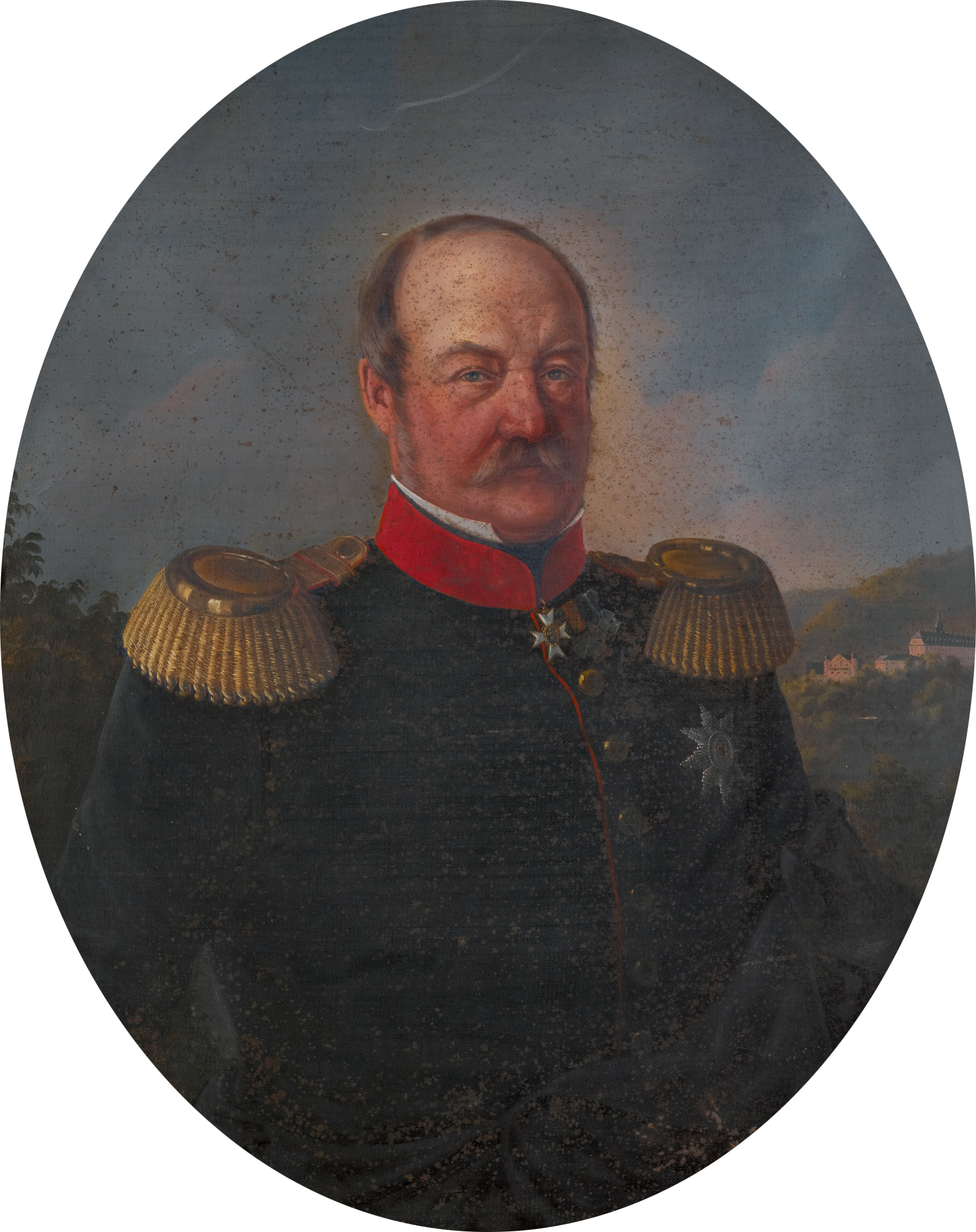
Fürst Friedrich Günther von Schwarzburg-Rudolstadt

Friedrich Günther von Schwarzburg-Rudolstadt (* 6. November 1793 in Rudolstadt; † 28. Juni 1867 ebenda) war von 1807 bis 1867 Fürst von Schwarzburg-Rudolstadt, Graf von Hohnstein, Herr von Blankenburg, Leutenberg etc. Der Fürst gehörte zum Haus Schwarzburg.

## Leben
Friedrich Günther war Sohn des Fürsten Ludwig Friedrich II. von Schwarzburg-Rudolstadt und dessen Gemahlin Karoline von Hessen-Homburg. Der Prinz wurde 1810/11 für ein Jahr zur Ausbildung nach Genf geschickt. Dies diente unter anderem dem Erlernen der französischen Sprache. Neben der Schweiz bereiste der Prinz Italien. Ebenfalls in jungen Jahren begleitete er 1813/14 seinen Onkel Philipp von Hessen-Homburg im Krieg gegen Frankreich und konnte die Geschehnisse beobachten. Friedrich Günther heiratete 1816 in erster Ehe Auguste von Anhalt-Dessau. Seine Gattin verstarb 1854, und es folgten später zwei nicht standesgemäße Ehen. Diese Verbindungen riefen große Kritik im Fürstentum hervor.
Friedrich Günther wurde 1807 nach dem Tod seines Vaters Ludwig Friedrich II. Fürst von Schwarzburg-Rudolstadt, da er zu diesem Zeitpunkt jedoch erst dreizehn Jahre alt war, übte seine Mutter Karoline von Hessen-Homburg die Regentschaft bis zu seinem 21. Geburtstag am 6. November 1814 aus. Nach dem Ende der Vormundschaft regierte er bis 1867 53 Jahre lang selbständig, was ihn zum schwarzburgischen Regenten mit der längsten Regierungszeit macht. Der Fürst war an Regierungsgeschäften eher desinteressiert und überließ die Entscheidungen anderen Personen. Seine Mutter hatte weiterhin Einfluss im Fürstentum. Der Fürst erließ am 8. Januar 1816 eine Verfassung. Die Rechte des Landtages wurden aufgewertet. Nunmehr benötigte der Regent bei der Erhebung von Steuern und bei der Verabschiedung von Gesetzen die Zustimmung des Landtages. Das Fürstentum wurde zuvor 1815 Mitglied des Deutschen Bundes. Später trat das Land dem Deutschen Zollverein bei. Die Verfassung des Norddeutschen Bundes trat kurz nach dem Tode Friedrich Günthers in Kraft. Nach innenpolitischen Unruhen führte Friedrich Günther am 10. März 1848 die Pressefreiheit ein. Diese beseitigte er später wieder. Zudem wurden 1854 Parteien und Vereine verboten. Ökonomisch betrachtet war das Land rückständig.
Der Fürst starb am 28. Juni 1867. Als Regent folgte sein Bruder Albert. In Lichtenhain/Bergbahn wurden anlässlich des 50. Regierungsjubiläums fünf Winterlinden gepflanzt und ein Platz nach ihm benannt.

## Familie

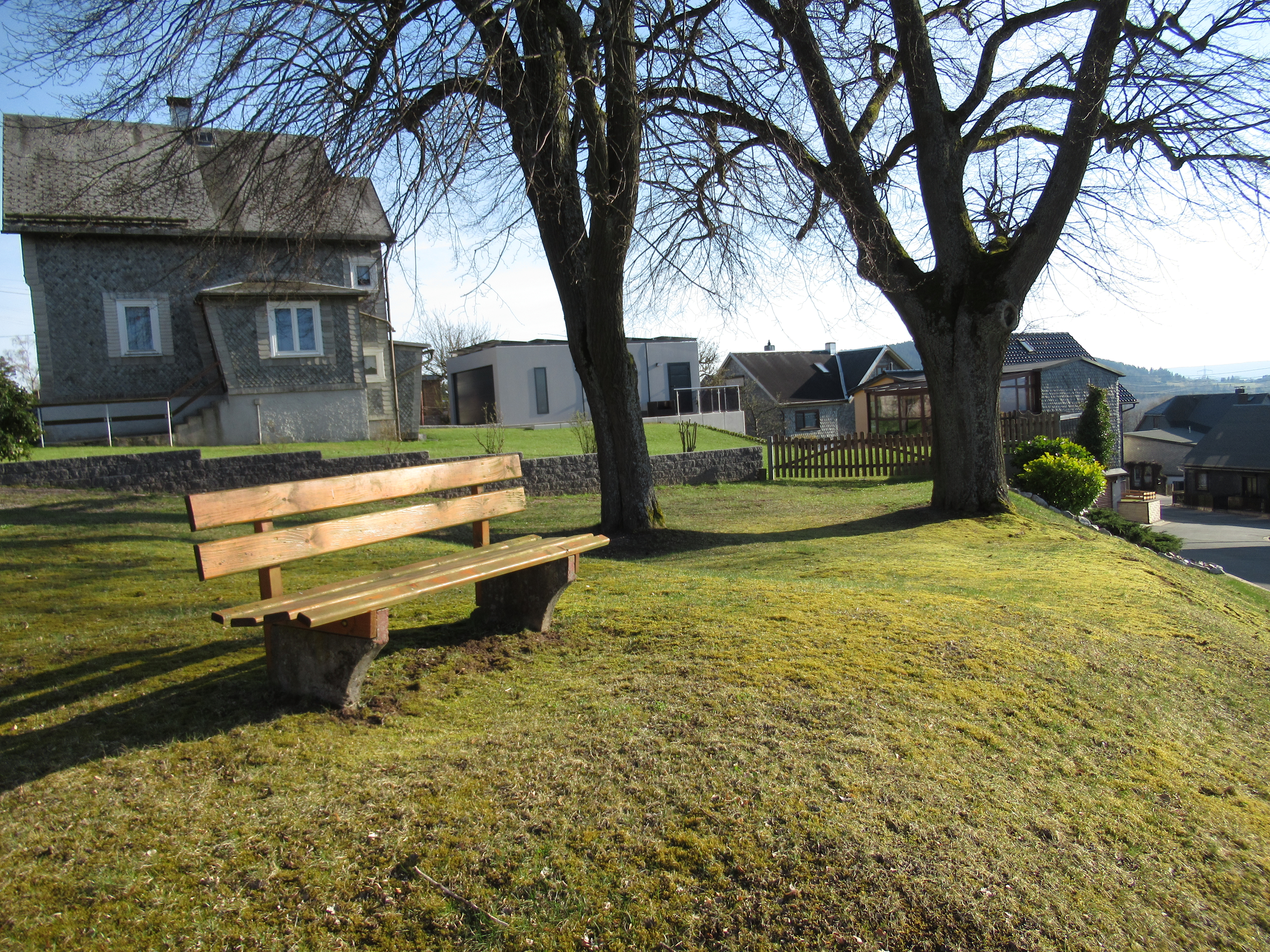
Güntherplatz in Lichtenhain/Bergbahn mit zwei von ehedem fünf Winterlinden

Fürst Friedrich Günther war dreimal verheiratet.
In erster Ehe heiratete er  1816 Prinzessin Auguste von Anhalt-Dessau (1793–1854), Tochter des Erbprinzen Friedrich von Anhalt-Dessau und dessen Ehefrau  Amalie Prinzessin von Hessen-Homburg. Sie war Enkelin des Fürsten Leopold III. Friedrich Franz von Anhalt-Dessau.
Das Paar hatte folgende Kinder:
- Friedrich Günther (* 31. Januar 1818; † 16. März 1821) – Erbprinz zu Schwarzburg-Rudolstadt,
- Günther (* 5. November[1] 1821; † 11. November 1845) – Erbprinz zu Schwarzburg-Rudolstadt,
- Gustav Adolf (* 7. Januar 1828; † 30. November 1837).